# للخوف من الشيطان الملون
للخوف من الشيطان الملونهي رواية للكاتبة البريطانية روث رندل نُشرت عام 1965 من قبل شركة جون لونغ المحدودة وودوبلداي في المملكة المتحدة.  جزؤها الثاني هو رواية جريمة وإثارة قائمة بذاتها "حيث يوجد اعتماد أقل على التشويق وينصب التركيز الأساسي على دوافع القاتل". هناك أيضًا انشغال اجتماعي بشخصيات متفاعلة مستمدة من العديد من طبقات المجتمع.
يُشير عنوان الرواية إلى مقطع من مسرحية ماكبث، حيث توبخ السيدة ماكبث زوجها الذي قتل الملك للتو: "هذه عين الطفولة/التي تخشى الشيطان الملون".  فيما يتعلق بمؤامرة ريندل، فهي تشير إلى ارتباط باتريك سيلبي برؤية صورة يوحنا المعمدان مقطوع الرأس مع الوقت الذي عانى فيه من لسعة نحلة شبه مميتة، كما ورد في المقدمة.